# كيث وليامز (لاعب كرة قاعدة)
كيث وليامز (بالإنجليزية: Keith Williams)‏ هو لاعب كرة قاعدة أمريكي، ولد في 21 أبريل 1972 في بيدفورد في الولايات المتحدة.

## وصلات خارجية
- كيث وليامز على موقعبيزبول رفرنس.كوم (الدوري الرئيسي) (الإنجليزية)
- كيث وليامز على موقعبيزبول رفرنس.كوم (الدوري الثانوي) (الإنجليزية)